# Francesc Vicent Garcia i Ferrandis
Francesc Vicent Garcia i Ferrandis, o simplement Vicent Garcia, conegut amb el sobrenom de Rector de Vallfogona (Saragossa, 1579 - Vallfogona de Riucorb, Conca de Barberà, 2 de setembre de 1623) fou un poeta i eclesiàstic català. Vicent Garcia és el primer gran escriptor de la literatura catalana barroca. La seva obra, que abraça tots els gèneres —poesia, teatre, prosa—, va inaugurar una escola literària que, en general, va conservar la seva vigència fins ben entrat el segle xix. La immensa fama que va adquirir es va mantenir inalterada —superant fins i tot la prohibició de les seves obres per la Inquisició (1782)— fins al triomf de la Renaixença. Llavors, la crítica el va presentar com el culpable de la castellanització literària i de la decadència de la literatura catalana, i va començar una etapa de descrèdit que tot just ara comença a ser superada. Un retrat seu forma part de la Galeria de Catalans Il·lustres de l'Ajuntament de Barcelona.

## Biografia

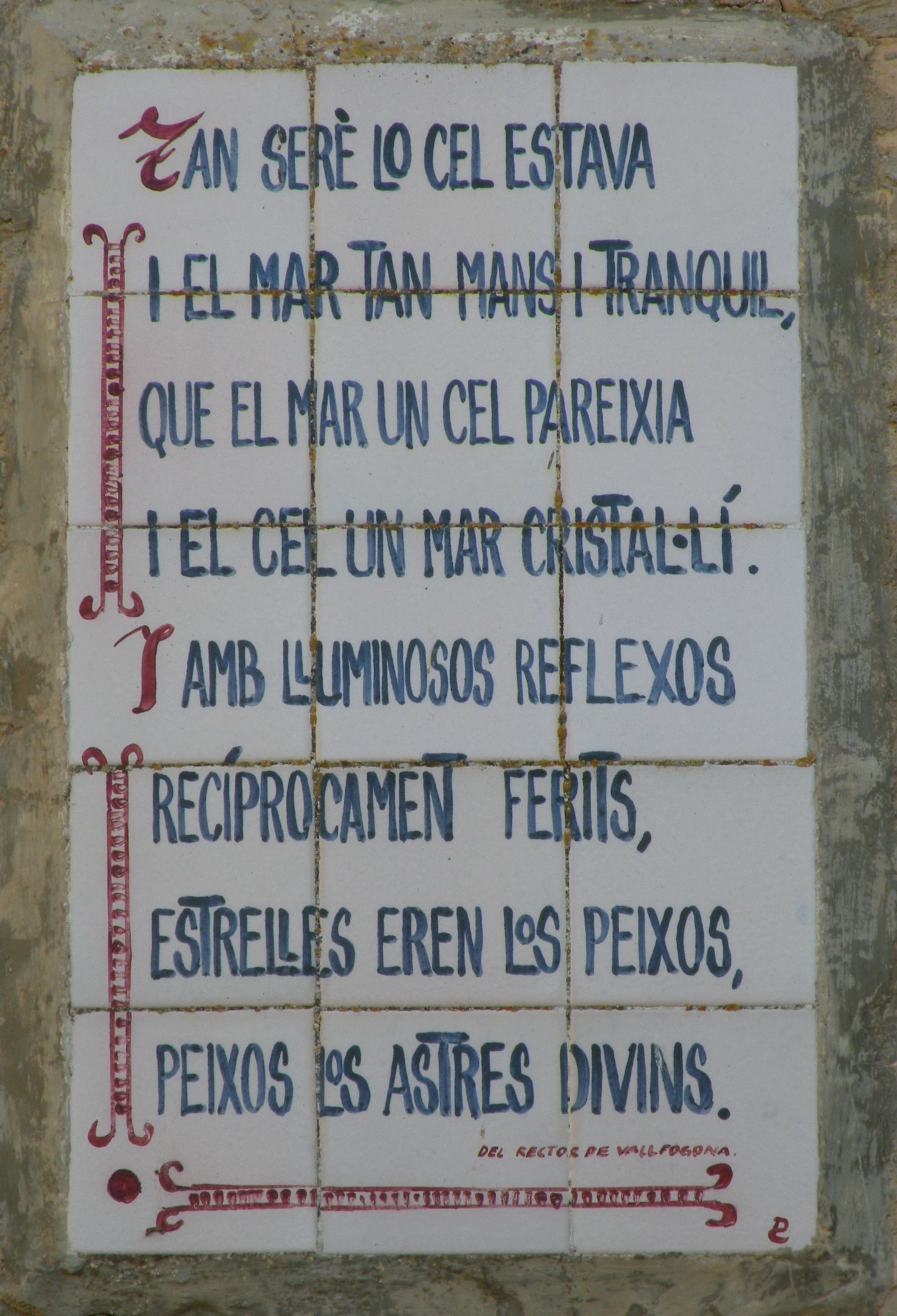
Poesia del rector de Vallfogona. Rajoles pintades d'un carrer de Vallfogona de Riucorb.

Vicent Garcia va néixer el 22 de gener de 1579 a Saragossa, malgrat que altres fons situen el seu naixement a Tortosa el 6 de gener de 1582. Fill de Francesc Garcia i Margarida Ferrandis, una família tortosina resident a la capital aragonesa. El seu pare, Francesc Garcia, era passamaner i el seu avi patern bancaler i ministril.
La mort del pare (1582) feu que la família tornés a Tortosa. Aleshores, Margalida Ferrandis, que amb la mort de Francesc Garcia havia quedat vídua per segona vegada, es va tornar a casar amb el llibreter tortosí Pau Bono (1585), amb qui va tenir almenys cinc fills. Després de la mort de Bono l'abril de 1609, Margalida Ferrandis continuà el negoci, un fet que feu que Vicent Garcia visqués una infantesa envoltat d'impresos i papers.
Segurament que va cursar els estudis eclesiàstics a Barcelona, perquè en aquesta ciutat va ser promogut a la primera tonsura i l'ostiariat el 21 de setembre de 1601. Finalment, es va ordenar sacerdot a Vic el 24 de setembre 1605, on apareix documentat com a familiar (servidor) del bisbe Francesc Robuster. El 1606 va obtenir d'aquest la rectoria de Vallfogona de Riucorb. Vicent Garcia va servir també en diverses ocasions Pere de Montcada, fill natural de Gascó de Montcada, marquès d'Aitona i gran d'Espanya: l'última va ser cap al final de la seva vida (1621), quan Pere de Montcada era bisbe de Girona i Garcia el seu secretari particular.
El 23 de maig 1622 va guanyar el títol de doctor en teologia al Col·legi de sant Jordi i sant Maties de Tortosa. El gener de 1623 torà a Vallfogona, però haver de ser substituït en les seves tasques a causa d'una malaltia que el postrà al llit. El 31 d'agost de 1623 dictà testament i morí dos dies més tard, el 2 de setembre de 1623, amb quaranta-quatre anys. És enterrat a la tomba dels preveres, a la façana de l'església de Vallfogona.

## Obra
Francesc Vicent Garcia va escriure poesia (uns cent seixanta poemes), teatre (la Comèdia de Santa Bàrbara) i un sermó prosa.

### Poesia
Es conserven uns cent seixanta poemes de Vicent Garcia, generalment, poemes de caràcter satíric i burlesc que s'emmarquen dins del conceptisme. En la seva poesia la idealització de l'amor d'arrel renaixentista dona pas a una visió més pragmàtica, sorneguera o sensual de l'amor, tal com es pot veure en un dels seus poemes més destacats, el sonet «A una hermosa dama de cabell negre, que es pentinava en un terrat amb una pinta de marfil»:
| « | Amb una pinta de marfil polia Sos cabells de finíssima atzabeja, A qui los d'or més fi tenen enveja, En un terrat la bella Flora un dia. Entre ells la pura neu se descobria Del coll, que amb son contrari més campeja; I com la mà com lo marfil blanqueja, Pinta i mà d'una peça pareixia. Jo de lluny tan atònit contemplava Lo dolç, combat que amb extremada gràcia Aquestos dos contraria mantenien. Que el cor enamorat se m'alterava, I temerós d'alguna gran desgràcia De pendrer'ls treguas ganes me venien. | » |

Conreà sobretot el sonet («Al valor de Roca Guinart, bandoler català», etc.) i les dècimes («Epitafi a un gran bevedor d'aiguardent, lo qual morí de gota», etc.). A banda de la poesia lírica també compongué poesia narrativa.
Navegació del Marquès d'Almaçan (1612) és un poema narratiu format per cinquanta-dues dècimes en què es narra el viatge marítim de Barcelona a Tarragona del lloctinent de Catalunya Francisco Hurtado de Mendoza, marquès d'Almazan, i el seu seguici per anar a les festes de Santa Tecla. Forma part d'un nou gènere batejat més tard per Tassoni com a heroicòmic que barreja elements heroics i greus amb elements civils i burlescos. La narració del viatge és seguida per una obra que adquirirà un títol independent: A l'hospedatge que feu lo senyor arquebisbe de Tarragona al Marquès d'Almaçan. Es tracta d'un romanç heptasíl·lab de 320 que narra la recepció del marquès a la ciutat de Tarragona i que recupera la solemnitat inicial de la Navegació.
Un any més tard escriví Oració panegírica a Felip de Berga (1613) poema narratiu polimètric estructurat en quatre blocs o cants arran del nomenament de Felip de Berga com a rector de la Universitat de Lleida.

### Teatre
El 16 de maig de 1617 s'inaugurà una capella barroca dedicada a santa Bàrbara a Vallfogona de Riucorb i Vicent Garcia, rector de la parròquia, escriví una peça teatral per l'ocasió: la Comèdia famosa de la gloriosa verge i màrtir santa Bàrbara. L'obra ens ha arribat de manera fragmentària a través d'una edició que se'n feu el 1703.
La peça teatral es caracteritza per una mixtura de gèneres dramàtics estructurada en tres actes o jornades en què s'explica la vida de la santa després que es convertís al cristianisme. Entre les escenes més destacades hi trobem el moment del bateig i el del martiri. L'obra està formada per 3.480 versos polimètrics, atès que combina formes estròfiques com el decasíl·lab, l'heptasíl·lab, la silva, el sonet, l'octava, la quarteta o el romanç. També destaca per la ramificació de la trama argumental, la barreja d'episodis solemnes i burlescos i espectacularitat produïda per l'ús de ginys per l'aparició i desaparició de personatges celestials i l'ús d'efectes visuals, auditius i olfactius.

### Distribució
Cap a 1631, un desconegut Batista Mirambell va compilar amb obres de Vicent Garcia i d'altres autors un cançoner que va intitular Recreo i jardí del Parnàs. D'aquí arrenca la tradició manuscrita que ha transmès la majoria de les obres del Rector de Vallfogona.
Ben poques de les seves obres van ser publicades en vida de l'autor: algun poema liminar, unes quantes poesies de certamen, i quasi mai sota el seu nom. D'obres majors, Garcia només es va preocupar d'estampar el Sermó predicat a Girona en les exèquies de Felip III (Barcelona, 1622). Ell escrivia sobretot per als amics, o de manera circumstancial, sense pensar en la impremta ni en la posteritat. Per bé que hi ha constància d'impressió d'una primera edició el 1700, el 1703 i el 1712 es publicaren de nou una part de la seva obra i que hi hagué impressions furtives entre aquestes dates. L'edició de 1770 fou prohibida per la Inquisició. L'any 1988 Albert Rossich inclogué poemes seus en l'antologia Poesia eròtica i pornogràfica catalana del segle xvii. La seva obra més important va ser El Sermó (1622) on lloava el rei. Fins als anys cinquanta del segle xx, la figura del Rector de Vallfogona va ser protagonista de molts acudits.

## Estil
L'estil de Vicent Garcia agafa diversos recursos propis de l'estètica barroca com ara els contrastos, els jocs d'opòsits i les paradoxes. Té una visió desidealitzada, desconfiada i pessimista del món, reforçada per l'humor i la burla. De fet, fins i tot els poemes més solemnes i ambiciosos poden contenir detalls humorístics. Com altres autors barrocs Vicent Garcia pren la lletjor com a objecte artístic. La seva visió del món era teatral, és a dir, el món es considera un teatre on cadascú té un paper assignat per Déu. Els principals temes són la solitud, el desengany, el pas del temps, la mort, etc. Fa servir metàfores complexes, llatinismes, al·lusions mitològiques, hipèrbatons, comparacions iròniques, metàfores, antítesis, jocs de paraules i polisèmies. Utilitza dos tipus de contingut descriptiu: la bellesa (colors clars, flors, alegria…) i la lletjor (color negre, mort, tristesa…).
L'amor és tractat de maneres diverses, des de l'elegància fins a l'obscenitat i l'escatologia, passant per la burla i la sàtira. L'erotisme present en les seves obres no pretén excitar, sinó que té com a objectiu ridiculitzar i refermar la idea misògina del sexe com a parany.
Vicent Garcia fou famós pel seu humorisme gruixut, ja que emprava molt la burla i li agradava escriure sobre temes escabrosos. És autor de sonets de gran lirisme, al costat d'altres amb una gran força lírica de caràcter negatiu. Fa servir les dues branques barroques: el culteranisme —que busca l'elegància artificiosa, floralesca i sensual—, i el conceptisme —la pràctica la sàtira barroca.

## Llengua
El lèxic de Vicent Garcia destaca per la barreja de fórmules col·loquials, arcaismes o dialectalismes. De fet, crea nombrosos neologismes i incorpora al registre literari formes col·loquials. També deriva de manera creativa adjectius a partir de substantius i verbs. De manera moderada fa servir expressions castellanes, tot i que sempre en contextos molt marcats i com a recurs poètic.
Garcia esdevindrà ràpidament un model de puresa lingüística contràriament a les crítiques que revé a partir del segle xix per representar un model castellanitzat. La llengua durant la primera meitat segle xvii tenia cert nivell de codificació, de fet, es tracta d'un moment de revitalització i modernització de la literatura catalana i de recatalanització literària. Encara no hi havia la confusió ortogràfica del segle xix i l'obra del Rector de Vallfogona segueix l'ortografia de l'Acadèmia dels Desconfiats, model que serà el model per Antoni de Bastero i filòlegs posteriors.

## Llegat

### Elvallfogonisme
Vicent Garcia és el fundador una escola literària que va perdurar fins al segle xix coneguda amb el nom de vallfogonisme. La figura d'un eclesiàstic que escrivia poesia humorística, escatològica o amorosa va generar atracció durant la vida del mateix rector fins a finals del segle xix. El Rector de Vallfogona es va convertir en una espècie de mite i se li van començar a atribuir obres i anècdotes biogràfiques. No es tracta d'un cas aïllat, sinó que les atribucions falses són habituals en altres autors humorístics i escatològics d'època barroca com Francisco de Quevedo. A mitjan segle xix la poesia de Vicent Garcia va ser menystinguda, qualificada de decadent I acusat de castellanitzar la literatura catalana per autors de la Renaixença com Antoni de Bofarull o Joaquim Rubió i Ors. Paral·lelament, també va ser reivindicat per altres com Frederic Soler o Rosselló-Pòrcel.